# Remy Zero
Remy Zero fue una banda de rock alternativo originaria de Birmingham, Alabama. La integraban Cinjun Tate (voz principal, guitarra), Shelby Tate (guitarra, teclados y coros), Gregory Slay fallecido el 1 de enero del 2010 (batería y percusión), Cedric Lemoyne (bajo) y Jeffrey Cain (guitarra).

## Historia
Antes de que Remy Zero lanzará su primer álbum, Radiohead escuchó su demo y los invitó para que formarán parte de su gira por los Estados Unidos para promocionar The Bends. Después de esto, la banda fue hasta a Los Ángeles a grabar su primer álbum. 
Su primer álbum se llamó Remy Zero, fue grabado a partir de esta experiencia; recibió poco reconocimiento y ventas. El siguiente álbum, Villa Elaine, hizo que fueran elogiados como la próxima "banda grande". Villa Elaine fue grabado mientras la banda vivía en un apartamento con el mismo nombre en Hollywood. El tercer álbum, The Golden Hum, fue bien recibido por la crítica. Una segunda versión del tema Save Me de este álbum, es usada en la apertura de la serie de CW Smallville hasta el día de hoy. La música de Remy Zero también se utiliza en el programa de radio “Las mañanas se vuelven eléctricas” de KCRW. La canción “Shattered” se usó en las películas Crazy/Beautiful y Suicide Kings; “Fair”, de Villa Elaine, se usó en las películas Garden State y Fanboys; “Prophecy” se usó en She's All That y The Last Kiss; “Gramarye” se usó en Stigmata y, la más reciente, “Perfect Memory” se usó en The Invisible.  
Remy Zero se separó luego de su tercer álbum y la mayoría de sus miembros hizo nuevas bandas.  Shelby y Cinjun Tate crearon la banda con el nombre de Spartan Fidelity, Jeffrey Cain creó Dead Snares y Cedric Lemoyne se fue con el tour de Alanis Morissete antes de unirse a los O+S. Gregory Slay creó Sleepwell. 
Remy Zero apareció en el verano del 2006 con la idea de reformar la banda, anunciando una posible reunión en su página de Myspace, que fue reemplazado por un mensaje que decía que ellos han “encontrado las ganas de hacer música de nuevo juntos”. En octubre de 2008, el mensaje fue retirado, y ahora simplemente dice que se separaron en 2003. 
El baterista de la banda Gregory Slay murió a los 40 años el 1 de enero del 2010, debido a una complicación de una fibrosis quística.
En julio de 2010 se confirmó que Remy Zero tocaría de nuevo con los antiguos miembros, juntos en algunos shows en octubre en memoria de Gregory Slay.

## Discografía

### Álbumes de estudio
- 1996: Remy Zero
- 1998: Villa Elaine
- 2001: The Golden Hum

### EP
- Live On Morning Becomes Eclectic 1998
- A Searchers EP 2001
- Remy Zero, EP 2010

### Sencillos
| Año  | Canción                              | Peak chart positions | Peak chart positions | Peak chart positions | Peak chart positions | Peak chart positions | Álbum          |
| Año  | Canción                              | US Mod.              | US Main.             | US Adult.            | Fra                  | UK                   | Álbum          |
| ---- | ------------------------------------ | -------------------- | -------------------- | -------------------- | -------------------- | -------------------- | -------------- |
| 1996 | "Temenos (Here Come the Shakes)"     | —                    | —                    | —                    | —                    | —                    | Remy Zero      |
| 1998 | "Prophecy"                           | 27                   | 25                   | —                    | —                    | —                    | Villa Elaine   |
| 1998 | "Problem"                            | —                    | —                    | —                    | —                    | —                    | Villa Elaine   |
| 1999 | "Gramarye"                           | —                    | —                    | —                    | —                    | —                    | Villa Elaine   |
| 2001 | "Save Me"                            | 27                   | —                    | 33                   | 16                   | 55                   | The Golden Hum |
| 2001 | "Perfect Memory (I'll Remember You)" | —                    | —                    | —                    | —                    | —                    | The Golden Hum |
| 2010 | "'Til The End"                       | —                    | —                    | —                    | —                    | —                    | Remy Zero EP   |

## Curiosidades
- Cinjun Tate y Cedric Lemoyne  se conocieron en el Gresham Middle School de Birmingham, donde asistieron a la secundaria juntos, antes de abandonar para formar Remy Zero.
- Hicieron un cameo en el episodio 21 de la 1ª temporada de Smallville, donde aparecen tocando “Save Me” y “Perfect Memory”.
- Cinjun Tate se casó con Alyssa Milano por algún tiempo en 1999.
- Cedric Lemoyne dijo que el nombre de la banda vino de escuchar mal el coro de “mammy’s hero”  en la canción de Kate Bush “Army Dreamers”.
- En la cinta Fumbling Towards Ecstasy en vivo, Sarah McLachlan dijo que parte de la batería de la canción “Possession” fue reciclada de una canción sin nombre de Remy Zero.
- La canción “Fair” fue presentada en el 2008 en la película Fanboys protagonizada por Christopher Marquette y Dan Folger. También aparece en la película de Zach Braff, Garden State, del 2004.
- La canción “Perfect Memory” se escucha en los créditos de The Invisible.